# Valverde de los Arroyos
Valverde de los Arroyos est une commune d'Espagne de la province de Guadalajara dans la communauté autonome de Castille-La Manche. La municipalité, qui comprend également le village de Zarzuela de Galve, a une population de 88 habitants (INE 2022). Elle se distingue par l'utilisation de l'ardoise dans la construction de bâtiments. La commune abrite les cascades de Despeñalagua, une chute d'eau de plus de 100 mètres de dénivelée. Valverde de los Arroyos appartient à l'association Les Plus Beaux Villages d'Espagne.

## Héraldique
Les armoiries héraldiques représentant la municipalité ont été officiellement approuvées le 14 février 2006. Elles se blasonnent comme suit :
D'argent, deux ceintures ondulées d'azur ; chaussures vertes. Estampillé de la couronne royale d'Espagne.
La description du drapeau, approuvée le 30 octobre 2006, est la suivante :
Drapeau rectangulaire, de proportions 2:3, deux bandes horizontales d'argent ondulées d'azur et vert ajouré.

## Géographie

### Localisation
Valverde de los Arroyos est située au nord de la province de Guadalajara et appartient à la région de la Serranía de Guadalajara. La ville est située au pied du pic Ocejón, à une altitude de 1255 m au-dessus du niveau de la mer. Toute la municipalité est incluse dans le parc naturel de la Sierra Norte de Guadalajara. Valverde de los Arroyos est limitrophe des municipalités de Cantalojas, Galve de Sorbe, La Huerce, Majaelrayo, Campillo de Ranas et Tamajón. Elle comprend le village de Zarzuela de Galve.

### Climat

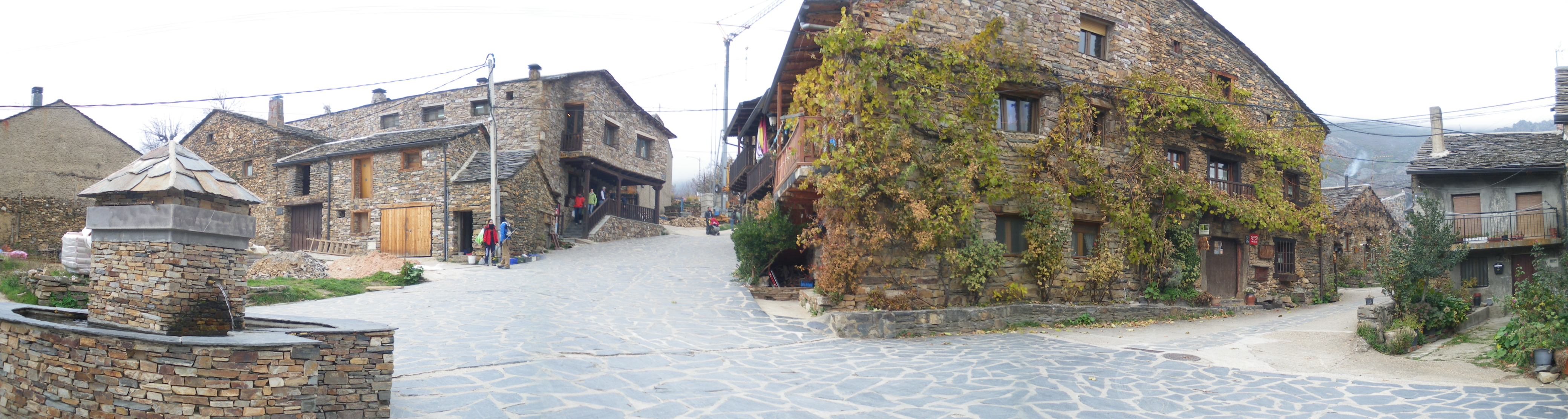
Valverde de los Arroyos, Guadalajara

| Mois                                | jan.  | fév.  | mars  | avril | mai  | juin | jui. | août | sep. | oct. | nov.  | déc.  | année   |
| ----------------------------------- | ----- | ----- | ----- | ----- | ---- | ---- | ---- | ---- | ---- | ---- | ----- | ----- | ------- |
| Précipitations (mm)                 | 119,6 | 150,8 | 89,03 | 102,5 | 98   | 62,8 | 16,8 | 25,4 | 52,4 | 89,6 | 148,3 | 105,2 | 1 060,1 |
| Nombre de jours avec précipitations | 11,2  | 11,2  | 11    | 11,1  | 10,8 | 8,2  | 3,6  | 3    | 6    | 7,9  | 10,7  | 11,3  | 106     |

## Histoire
Au milieu du XIXe siècle, la population recensée était de 246 habitants.

## Administration
| Période                                  | Période | Identité | Étiquette | Qualité |
| ---------------------------------------- | ------- | -------- | --------- | ------- |
|                                          |         |          |           |         |
| Les données manquantes sont à compléter. |         |          |           |         |